# NGC 222
NGC 222 es un cúmulo estelar abierto que está aproximadamente a 210 000 años luz del Sol y se localiza en la Pequeña Nube de Magallanes, en la constelación de Tucana. Fue descubierto el 1 de agosto de 1826 por el astrónomo James Dunlop.